# St. Francis Church, Kochi
St. Francis Church är en anglikansk kyrkobyggnad som ligger i stadsdelen Fort Kochi i Kochi. Ursprungliga kyrkan uppfördes 1503 och är Indiens äldsta europeiska kyrkobyggnad. Den portugisiska upptäcktsresanden Vasco da Gama dog i Kochi år 1524 när han gjorde sitt tredje besök i Indien. Hans kropp begravdes ursprungligen i denna kyrka, men efter fjorton år flyttades hans kvarlevor till Lissabon. 

## Historik
Vasco da Gama, som upptäckte sjövägen från Europa till Indien, gick år 1498 iland på Kappad nära Kozhikode (Calicut).  Han följdes av Pedro Álvares Cabral  och Afonso de Albuquerque. De byggde ett fort på Kochi med tillstånd från Rajan i Cochin. Inom fortet, byggde de en träkyrka, som tillägnades aposteln Bartolomaios. Området är numera känt som Fort Kochi.
Francisco de Almeida, som var vicekung över Portugisiska Indien, tilläts år 1506 av Rajan i Cochin att bygga om träbyggnader i sten och tegel. Träkyrkan byggdes om, förmodligen av Franciskanmunkar, med tegel och murbruk och ett tegeltak restes. År 1516 var den nya kyrkan färdig och blev tillägnad Antonius av Padua. 
Franciskanerna behöll kontrollen över kyrkan tills holländarna erövrade Kochi år 1663. Medan portugiserna var katoliker, var holländarna protestanter. De rev alla kyrkor och kloster bortsett från denna kyrka som de renoverade och omvandlade till en statlig kyrka. 
År 1795 blev Kochi erövrat av britterna men de tillät holländarna behålla kyrkan. År 1804 överlämnade holländarna frivilligt kyrkan till den anglikanska kyrkogemenskapen. Den placerades under Indiens regerings kyrkodepartement. Man tror att anglikanerna lät byta ut kyrkans skyddshelgon till Franciskus av Assisi. 
I april 1923 blev kyrkan förklarad som skyddat monument. Som ett skyddat monument befinner den sig under Archaeological Survey of India men ägs av Nordkeralas stift i Church of South India. Gudstjänster firas på söndagar och högtidsdagar. På vardagar är kyrkan öppen för besökare. 

## Vasco da Gama
Även om Vasco da Gamas kvarlevor har flyttats till Lissabon kan hans gravsten fortfarande beses här. Gravstenen finns framför kyrkans västra kortsida. Gravstenar av andra portugiser finns på den norra väggen och holländare på den södra väggen. En kenotaf till minne av invånarna i Kochi som stupade under första världskriget är uppförd 1920.